# Панчич, Зоран
Зо́ран Па́нчич (серб. Зоран Панчић; 25 сентября 1953, Нови-Сад) — югославский гребец, серебряный и бронзовый призёр Олимпийских игр.

## Карьера
Зоран три раза участвовал в Олимпийских играх в соревнованиях парных двоек. В 1976 он вместе с Дарко Майсторовичем стал девятым. На Олимпиаде в Москве Панчич с Милорадом Стануловым завоевал серебро, а в 1984 выиграл бронзу.